# Limonium axillare
Limonium axillare är en triftväxtart som först beskrevs av Peter Forsskål, och fick sitt nu gällande namn av Carl Ernst Otto Kuntze. Limonium axillare ingår i släktet rispar, och familjen triftväxter. Inga underarter finns listade i Catalogue of Life.